# Ángel Fernández Artime
Ángel Fernández Artime SDB (* 21. srpna 1960 Gozón-Lluanco, Španělsko) je kardinál a salesiánský arcibiskup, v letech 2014–2024 hlavní představený (rector major) kongregace salesiánů a v pořadí 10. nástupce Jana Bosca, zakladatele této kongregace. Kardinál Artime je v současnosti pro-prefektem Dikasteria pro společnosti zasvěceného života a společnosti apoštolského života.

## Život
Narodil se ve španělské Asturii. První řeholní sliby u salesiánů složil 3. září 1978, po studiích pedagogiky, filozofie a pastorální teologie (zakončeno získáním licenciátu) složil věčné sliby 17. června 1984. Kněžské svěcení přijal 4. července 1987 v Leónu. V této kastilské provincii se staral o pastoraci mládeže, působil také jako ředitel střední školy v Ourense. Byl členem provinciální rady a zástupcem provinciála. Od roku 2000 do roku 2006 byl provinciálem v Leónu. V roce 2008 byl členem výboru pro přípravu 26. generální kapituly salesiánů, o rok později se stal představeným představeným provincie Jižní Argentiny se sídlem v Buenos Aires. V této funkci se mimo jiné podílel na slučování několika jihoargentinských provincií do jednoho regionu. Při výkonu funkce jihoargentinského provinciála se často setkával také s kardinálem Jorgem Mariem Bergogliem, tehdejším arcibiskupem v Buenos Aires, dnes papežem Františkem. Do čela Kongregace Salesiánů Dona Boska byl Artime zvolen 25. března 2014 na 27. generální kapitule salesiánů v Římě. Je znám tím, že se vždy opíral o pomoc laiků. V březnu 2020 obnovila 28. generální kapitula salesiánské kongregace jeho mandát jako stávajícího hlavního představeného na období 2020–2026. Dne 30. září 2023 ho papež František jmenoval kardinálem, a to jako kardinála-jáhna s titulární bazilikou Santa Maria Ausiliatrice in Via Tuscolana v Římě. Stal se vůbec prvním představeným řeholní kongregace, který byl jmenován kardinálem, a po dlouhé době také prvním kardinálem volitelem bez biskupského svěcení (naposled byl takto jmenován Roberto Tucci v roce 2001).
Dne 5. března 2024 ho papež jmenoval titulárním arcibiskupem v Osoně (Španělsko). Biskupské svěcení přijal 20. dubna 2024 v bazilice Santa Maria Maggiore v Římě z rukou kardinála Emila Paula Tscherriga. Od roku 2023 je členem Dikasteria pro společnosti zasvěceného života a společnosti apoštolského života, v lednu 2025 ho papež František jmenoval pro-prefektem tohoto dikasteria.
Protože souběžně s funkcí kardinála není možné dlouhodobě vykonávat funkci hlavního představeného kongregace, odstoupil kardinál Artime na základě rozhodnutí papeže Františka z vedení salesiánské kongregace k 16. srpnu 2024, což předem oznámil již při svém biskupském svěcení. Novým hlavním představeným salesiánů byl v rámci generální kapituly, dne 25. března 2025, zvolen Fabio Attard, salesiánský kněz původem z Malty.